# Warnow CS 1400
Der Containerschiffstyp Warnow CS 1400 der Kvaerner Warnow Werft wurde in einer Serie von 17 Einheiten gebaut.

## Einzelheiten
Der Typ Warnow CS 1400 war eine verlängerte Variante des Typs Warnow CS 1200, dessen Schiffsentwurf noch vom VEB Warnowwerft entwickelt und vorgestellt wurde. Nach der Umfirmierung der Werft im Jahr 1990 zählte der CS 1400 zum Baukatalog der Warnowwerft Warnemünde GmbH und nach dem Verkauf der Nachfolgegesellschaft an den norwegischen Kvaerner-Konzern blieb der Typ bis 1995 im Programm der Kvaerner Warnow Werft. Die Baureihe CS 1400 wurde in den Jahren 1991 bis 1995 für verschiedene deutsche und ausländische Reedereien gebaut. In den Jahren der Produktion wurde der Typ weiterentwickelt und in Details modernisiert, wobei insbesondere die Erhöhung der Containerkapazität durch eine höhere Decksbeladung anzumerken ist. Das letztgebaute Schiff des Typs, die Baunummer 435 mit dem Namen Astoria, lief gleichzeitig als letztes Schiff der Werft auf herkömmliche Weise vom Stapel.
Die Schiffe waren als Mehrzweck-Trockenfrachtschiffe mit achtern angeordnetem Deckshaus ausgelegt. In der Hauptsache wurden sie im Containertransport eingesetzt. Die Containerkapazität betrug bei den ersten Schiffen 1338 TEU, später 1388 TEU und bei den Schiffen der letzten Serie 1.452 TEU, von denen 534 TEU unter Deck und 918 TEU an Deck Platz geladen werden konnten. Auch bei homogen beladenen 14-Tonnen-Containern konnte der allergrößte Teil der vorhandenen Stellplätze genutzt werden. Es waren Anschlüsse für insgesamt 150 Kühlcontainer vorhanden. Die Schiffe besaßen vier mit Pontonlukendeckeln verschlossenen Laderäume. Die Schiffe verfügten über drei mittschiffs angeordnete Schiffskräne mit jeweils 45 Tonnen Tragkraft. Eingesetzt wurden die Schiffe daher häufig auf Liniendiensten in Regionen mit schlecht ausgebauter Hafeninfrastruktur, so fanden sich beispielsweise verhältnismäßig viele der Schiffe auf Südamerikadiensten.
Der Antrieb der Schiffe bestand aus einem in Sulzer-Lizenz gebauten Siebenzylinder-Zweitakt-Dieselmotor des Dieselmotorenwerk Rostock (DMR) mit Leistungen von gut 11.000 kW. Der Motor wirkte direkt auf einen Festpropeller und ermöglichte eine Geschwindigkeit von gut 19 Knoten. Weiterhin standen drei Hilfsdiesel und ein Notdiesel-Generator zur Verfügung. Die An- und Ablegemanöver wurden durch ein Bugstrahlruder unterstützt.

## Bauliste
| Warnow CS 1400    | Warnow CS 1400 | Warnow CS 1400 | Warnow CS 1400    | Warnow CS 1400                                   | Warnow CS 1400 |
| Bau- name         | Bau- nummer    | IMO- Nummer    | Ablieferung       | Auftraggeber                                     | Umbenennungen und Verbleib |
| ----------------- | -------------- | -------------- | ----------------- | ------------------------------------------------ | --- |
| Annabella D.      | 405            | 9007518        | 12. Juni 1992     | Auriga Shipping, Limassol (Peter Döhle, Hamburg) | Kiellegung als Auriga, 1992 Brasil Express, 1994 Augusta, 1997 CSAV Rupanco, 1998 Annabella D., 1998 Cielo di Colombia, 1999 Independent Action, 2007 Anna E., 2009 Theraps, ab 3. Mai 2012 bei Arya Corporation in Mumbai verschrottet.                                                                         |
| Charlotte Schulte | 406            | 9031466        | 6. November 1992  | Bernhard Schulte, Hamburg                        | 2012 Abbruch in Chittagong |
| Nordwelle         | 421            | 9004243        | 1992              | Reederei 'Nord', Limassol                        | 1993 Khaleej Bay, 1995 Nordwelle, 2000 CSAV Charleston, 2001 City of Stuttgart, 2001 Nordwelle, 2002 P&O Nedllyd Borges, 2003 Nordwelle, 2004 Rinkenis, 2007 Deyman Seychelles, 2008 MSC Ecuator, 2010 MSC Equator, 2015 Andaman Star, 2019 in Chittagong verschrottet                                           |
| Nordwoge          | 422            | 9004255        | 8. Juni 1993      | Reederei 'Nord', Limassol                        | 1993 Contship Le Havre, 1995 Nordwoge, 1996 CCNI Antofagasta, 1997 Nordwoge, 1998 SCL Africa, 2000 Cala Palamos, 2000 Nordwoge, 2001 Armada Sprinter, 2003 Ankara, 2004 Ulsnis, 2004 MSC Cameroon, 2005 Cala Pantanal, 2009 Ulsnis, 2015 Malacca Star, 2018 Mala, ab 8. November 2018 in Chattogram verschrottet |
| Westermühlen      | 423            | 9064190        | 1993              | Gebr. Peterson, Rendsburg                        | 2013 Abbruch in Aliaga |
| Nautique          | 424            | 9064762        | Oktober 1993      | Interorient Navigation, Limassol                 | 2016 Pathein Star, 2018 verschrottet |
| Wieland           | 425            | 9064774        | 10. Dezember 1993 | Diedrich Tamke, Hamburg                          | 2000 Seaboard Toronto, 2001 Kent Courier, 2001 City of Oxford, 2003 Estetrader, 2007 CMA CGM Venezuela, 2008 Estetrader, 2008 CMA CGM Tunis, 2009 Lady Elisabeth, 2013 verschrottet |
| Marwan            | 426            | 9070008        | 1993              | SCCC, Limassol                                   | 2004 Cala Palenque, 2009 Marwan, 2012 Abbruch in Alang |
| Teval             | 427            | 9081734        | 1993              | SCCC, Limassol                                   | 2002 P&O Nedlloyd Camoes, 2003 Teval, 2003 Armada Holland, 2004 Cala Porlamar, 2006 Teval, 2013 Abbruch in Alang |
| Merian            | 428            | 9081007        | 1994              | K. W. tom Wörden, Oldendorf                      | 2007 Delmas Maputo, 2008 H&H Wave, 2009 Merian, 2014 Irrawaddy Star, 2017 Abbruch in Alang |
| Concord           | 429            | 9085314        | 1994              | Gebr. Winter, Jork                               | 1994 Victoria Bay, 1995 Concord, 1997 DG Concord, 1997 Libra Santos, 1998 Concord, 1999 Egoli Star 1, 1999 Egoli Star I, 2001 Concord, 2001 Safmarine Emonti, 2002 Mercosul Pintado, 2003 Concord, 2003 Cala Piedad, 2007 Concord, ab 12. Februar 2013 verschrottet.                                             |
| Courier           | 430            | 9101481        | 1995              | Gebr. Winter, Jork                               | 2000 Indamex Ganges, 2002 Courier, 2013 in Mumbai verschrottet |
| Birte Ritscher    | 431            | 9101493        | 1995              | Gerd Ritscher, Hamburg                           | 2000 Cala Piedad, 2002 Birte Ritscher, 2007 Manolis P, 2020 Abbruch in Gadani |
| Sea Novia         | 432            | 9101508        | 1995              | Herm. Dauelsberg, Bremen                         | 2001 P&O Nedlloyd Mombasa, 2002 P&O Nedlloyd Slauerhoff, 2003 Novia, 2004 Cala Providencia, 2008 Melfi Iberia, 2010 Novia, 2013 Vento di Tramontana, 2013 Novia 2014 Pinya Star, 2017 Abbruch in Gadani |
| Sea Olivia        | 433            | 9101510        | 1995              | Herm. Dauelsberg, Bremen                         | 2001 P&O Nedlloyd Mahe, 2002 Olivia, 2014 Innwa Star, 2017 Abbruch in Gadani |
| Nauplius          | 434            | 9101522        | 4. Oktober 1995   | Interorient Navigation, Limassol                 | 2000 Indamex Mississippi, 2001 Sea Navigator, 2008 CMA CGM Maasai, 2011 Sea Navigator, 2013 verschrottet |
| Astoria           | 435            | 9112806        | 17. November 1995 | Peter Döhle, Hamburg                             | 2000 Independent Endeavor, 2008 YM Osaka, 2009 Wilhelm E, 2014 Thanlwin Star, 2019 verschrottet |